# Valentina Lalenkova
Valentina Nikoláyevna Lalenkova –en ruso, Валентина Николаевна Лаленкова– (Sverdlovsk, URSS, 5 de mayo de 1957) es una deportista soviética que compitió en patinaje de velocidad sobre hielo. Es la madre del patinador Yevgueni Lalenkov.
Ganó una medalla de bronce en el Campeonato Mundial de Patinaje de Velocidad sobre Hielo de 1983 y una medalla de plata en el Campeonato Mundial de Patinaje de Velocidad sobre Hielo en Distancia Corta de 1984. Además, obtuvo una medalla de plata en el Campeonato Europeo de Patinaje de Velocidad sobre Hielo de 1984
Participó en dos Juegos Olímpicos de Invierno, en los años 1980 y 1984, ocupando el cuarto lugar en Sarajevo 1984, en la prueba de 1000 m.

## Palmarés internacional
| Campeonato Mundial                    | Campeonato Mundial    | Campeonato Mundial | Campeonato Mundial    |
| Año                                   | Lugar                 | Medalla            | Prueba                |
| ------------------------------------- | --------------------- | ------------------ | --------------------- |
| 1983                                  | Karl-Marx-Stadt (RDA) | Medalla de bronce  | Clasificación general |
| Campeonato Mundial en Distancia Corta |                       |                    |                       |
| Año                                   | Lugar                 | Medalla            | Prueba                |
| 1984                                  | Trondheim (Noruega)   | Medalla de plata   | Clasificación general |
| Campeonato Europeo                    |                       |                    |                       |
| Año                                   | Lugar                 | Medalla            | Prueba                |
| 1984                                  | Almá-Atá (URSS)       | Medalla de plata   | Clasificación general |